# Королівство Обох Сицилій
Королі́вство Обох Сици́лій (неап. Regno dê Doje Sicilie; сиц. Regnu dî Dui Sicili; італ. Regno delle Due Sicilie; ісп. Reino de las Dos Sicilias) — назва держави на території Італії, що існувала в 1816-1861 роках і складалася з Сицилії та південної частини Апеннінського півострова зі столицею в Неаполі. 

## Назва
Назва «Дві Сицилії» походить від розділеного середньовічного Сицилійського королівства, якому до 1285 року належала Сицилія і Нижня Італія. Унаслідок Сицилійської вечірні сицилійський король втратив острів Сицилію на користь Арагону. Незважаючи на те, що йому належала тільки південна частина Італії, яка мала назву Неаполітанське королівство, він продовжував називати себе «королем Сицилії» та іменувати своє королівство «Сицилійським». Арагонські королі Сицилії також називали своє королівство Сицилійським. Таким чином, при об'єднанні на початку XIX століття цих держав, виникла назва «Королівство Обох Сицилій».

## Історія

### Утворення
Рішенням Віденського конгресу після поразки, якої зазнав Мюрат при Толентіно (2 травня 1815), Неаполь, що до цього належав до Партенопейської республіки, був повернутий Фердинанду IV, що прийняв титул короля Обох Сицилій під іменем Фердинанда I.
Фердинанд скасував конституцію 1812 року й обмежив усі ліберальні інституції в країні. Таємним договором з Австрією (1815) він зобов'язався не приймати конституцій і не допускати республіканських рухів у країні. Деспотичне правління викликало народне невдоволення, яке підтримувалося карбонаріями й деякими угрупованнями в армії.

### Революція 1820 року
У 1820 році, коли були отримані звістки про революцію в Іспанії, почалося повстання в Неаполі. Революція вдалася: головнокомандувачем армією був назначений ліберальний генерал Флорестано Пепе, короля змусили присягнути конституції (13 липня). У Палермо був заснований тимчасовий уряд (18 липня), який уклав особисту унію з Неаполем; була затверджена конституція 1812 року. Але невдовзі неаполітанські війська підкорили Сицилію і 5 жовтня взяли Палермо. В той час в місті Лайбах було проведено Лайбаський конгрес, на якому присутній Фердинанд I відрікся від конституції, якій він присягнув. Австрією, Пруссією і Росією було прийнято рішення втрутитися в справи королівства Обох Сицилій. Неаполітанські війська після невеликої битви при Петі (7 березня) були розсіяні австрійським екзекуційним корпусом; 24 березня австрійці вступили в Неаполь, де, як і на острові Сицилія, з неймовірною жорстокістю був відновлений дореволюційний порядок.
Тільки за його сина Франциска I (1825—1830), який залишався вірним системі батька, австрійська окупаційна армія була виведена з королівства. Син і престолонаслідник Франциска Фердинанд II (1830—1859) був настільки ж деспотичним і клерикальним, як його батько і дід. Він придушував будь-які опозиційні рухи, через що суспільство було досить напружене. Нова революція не змусила себе чекати.

### Революція 1848—1849рр.
Загальноєвропейська «весна народів» 1848 року охопила і королівство Обох Сицилій. Після повстання в Палермо, навіть після дарування Фердинандом II конституції, династія Бурбонів була визнана позбавленою влади: там був обраний сицилійський парламент, а на престол був запрошений герцог генуезький, син сардинського короля Карл-Альберт. Між тим неаполітанські (урядові) війська утвердились на східній частині острова, і, коли перемовини, які проводилися під час перемир'я, яке було заключене по настанові Англії та Франції, не увінчались успіхом, вони в квітні поновили військові дії і 15 травня зайняли Палермо, що було рівносильно підкоренню всього острова.
15 травня в Неаполі буржуазією було підняте повстання, яке було жорстоко придушене швейцарською гвардією, яка отримала підтримку серед найнижчих верств міського населення. 13 лютого 1849 року парламент був розпущений, конституція скасована. Реакція у Неаполі та Палермо була дуже жорстокою: було репресовано за свої політичні погляди більш ніж 22 тисячі людей. Всіх ліберальних міністрів колишнього парламенту було зіслано на галери.

### Закінчення правління Бурбонів
Влада короля перетворилася на військову диктатуру. Англія і Франція через своє посередництво намагались вирішити конфлікт між владою та опозицією, але Фердинанд відмовив їм у досить різкій формі, через що їхні представництва в Неаполі закрилися в жовтні 1856 року. Спроби повстання 1856 і 1857 років були жорстоко придушені. Після цього король, який боявся залишатися в Неаполі, перебрався до замку Казерта, де оточив себе охоронними військами.
Після його смерті (22 травня 1859 року) престол зайняв молодий і недосвідчений син Фердинанда Франциск II, який наперекір прагненням російського та французького послів не погоджувався на об'єднання з Сардинією в одну державу — Італію. 11 травня 1860 року Гарібальді висадився в Марсалі, що на острові Сицилія, де його радісно зустріли місцеві жителі. Уже 6 червня Палермо було під владою Гарібальді. Франциск II організував ліберальний уряд, висловив готовність до надання амністії й укладення договору з Сардинією, поновити конституцію 1848 року, але було вже пізно. У серпні Гарібальді з'явився в Калабрії; 6 вересня король покинув Неаполь і разом з 40 000 армією відступив за Вольтурно. 7 вересня Гарібальді вступив у столицю.

### Об'єднання

Прапор королівства Обох Сицилій (1860)

Після взяття столиці був проведений плебісцит, на якому абсолютною більшістю (1 732 000 проти 11 000) прийнято рішення про приєднання до Сардинського королівства й об'єднання в одну державу — королівство Італія. Завоювання королівства завершили сардинські війська: зайнявши Капую (2 листопада), вони обложили Гаету, куди втік король, і, незважаючи на мужню оборону, здобули місто (13 лютого 1861 року). Цитадель Мессіни трималась до 12 березня, Чівітелла дель Тронто — до 20 березня. Після цього королівство Обох Сицилій стало частиною королівства Італії.
Сім'я скинутого короля не вчиняла серйозних дій для повернення престолу. Невдовзі деякі з них примирилися з новим станом справ і переїхали жити до Риму.
Після об'єднання Італії наприкінці XIX століття територія колишнього Королівства Обох Сицилій продовжувала зберігати певну своєрідність в економічних, соціальних, культурних і мовних аспектах і отримало загальну назву Південна Італія. До теперішнього часу значною мірою асоціюється з низьким рівнем розвитку, аграрним укладом життя, засиллям каморри і мафії.